# 圣布里苏什
圣布里苏什是葡萄牙贝雅区的一个堂区。总面积51.03平方公里，总人口101人，人口密度2人/平方公里。